# ولفسگ ام هوسروک
ولفسگ ام هوسروک (به آلمانی: Wolfsegg am Hausruck) یک منطقهٔ مسکونی در اتریش است که در ناحیه وکلابروک واقع شده‌است. ولفسگ ام هوسروک ۱۲ کیلومتر مربع مساحت دارد ۶۳۸ متر بالاتر از سطح دریا واقع شده‌است.